# Корридо
Корридо (італ. Corrido) — муніципалітет в Італії, у регіоні Ломбардія, провінція Комо.
Корридо розташоване на відстані близько 540 км на північний захід від Рима, 70 км на північ від Мілана, 27 км на північ від Комо.
Населення — 843 особи (2014).

## Демографія
Населення за роками:

Станом на 1 січня 2023 року в муніципалітеті офіційно проживало 47 іноземців з 11 країн, серед них 29 громадян країн Євросоюзу та 1 громадянин України.

## Сусідні муніципалітети
- Карлаццо
- Порлецца
- Валь-Реццо